# قائمة الحاصلين على جائزة نوبل في الطب أو علم وظائف الأعضاء

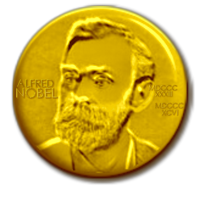
ميدالية جائزة نوبل للطب

جائزة نوبل في الطب أو علم وظائف الأعضاء (بالسويدية: Nobelpriset i fysiologi eller medicin) تُمنح سنوياً من قبل معهد كارولنسكا السويدي للعلماء والأطباء في مختلف المجالات من الفسيولوجيا أو الطب، كما أنها واحدة من جوائز نوبل الخمس التي أنشأتها وصية ألفريد نوبل 1895 (الذي توفي في عام 1896)، منح جوائز للمساهمات البارزة في مجال الكيمياء والفيزياء والأدب والسلام، والفسيولوجيا أو الطب، وفقاً لما تمليه وصية نوبل، تدير الجائزة مؤسسة نوبل وتمنحها لجنة تتكون من خمسة أعضاء وأمين تنفيذي منتخب من قبل معهد كارولينسكا، وذكرت على وجه التحديد في وصية نوبل بمنح الجائزة ل«الفسيولوجيا أو الطب»، كما يشار إليها عادة باسم جائزة نوبل في الطب، وبسبب هذا، يمكن أن تمنح الجائزة في نطاق أوسع في المجالات المتعلقة بالطب، في عام 1901 منحت أول جائزة نوبل في الفسيولوجيا أو الطب لإميل فون بهرنغ من ألمانيا، ويتلقى كل مستلم ميدالية ودبلوم وجائزة نقدية التي قد تتغير على مر السنين، فمثلاً في عام 1901 تلقى فون بهرنغ 150.782 دولار أمريكي وهو ما يعادل 7.731.004 كرونة سويدية في ديسمبر 2008.
في عام 2012، منحت الجائزة إلى السير جون غوردون وشينيا ياماناكا، وتقدم الجائزة في ستوكهولم في حفل سنوي في 10 ديسمبر، في ذكرى وفاة ألفريد نوبل.
وبحسب لائحة الحائزين على جائزة نوبل في طائفة واسعة من المجالات التي تتعلق بالطب أو الفسيولوجيا، اعتباراً من عام 2009، منحت 8 من الجوائز لمساهمات في مجال توصيل الإشارة بالبروتينات والرسل الثانية، وقد تم منح 13 جائزة لمساهمات في المجال علم الأعصاب، كما منحت 13 جائزة للمساهمات في التمثيل الغذائي.
الألماني غرهارت دوماك (1939)، لم تسمح حكومته بقبول الجائزة، وفي وقت لاحق حصل على ميدالية ودبلوم، ولكن دون الجائزة النقدية، كما أن اثني عشر امرأة قد فزن بالجائزة وهن على الترتيب التالي: جرتي كوري (1947)، روزالين يالو (1977)، باربرا مكلنتوك (1983) وريتا ليفي مونتالشيني (1986)، جرترود إليون (1988)، كرستيانه نوسلاين فولهارد (1995)، وليندا باك (2004)، فرانسواز باري سينوسي (2008)، إليزابيث بلاكبيرن (2009)، كارول غريدر (2009) وماي بريت موزر (2014)، وتو يويو (2015).
اعتباراً من عام 2013، تم منح الجائزة إلى 204 أفراد، كما أن هناك تسع سنوات لم تُمنح فيها جائزة نوبل في الفسيولوجيا أو الطب وهي على النحو التالي: (1915-1918، 1921، 1925، 1940-1942).

## القائمة
تمثل هذه القائمة نظرة عامة على التسلسل التاريخي للفائزين بجائزة نوبل للطب وعلم وظائف الأعضاء.
| السنة | الفائز      | الفائز                   | البلد                              | السبب |
| ----- | ----------- | ------------------------ | ---------------------------------- | --- |
| 1901  |             | إميل فون بهرنغ           | ألمانيا                            | "لعمله على معالجة المصل، خصوصاً في مجال تطبيقه ضد الخناق (الدفتيريا)، الذي كان قد فتح طريقاً جديداً في مجال العلوم الطبية، وبالتالي وضعت في يد الطبيب سلاحاً فعالاً ضد المرض والوفيات"                                                               |
| 1902  |             | رونالد روس               | المملكة المتحدة                    | "عن عمله حول طفيلي الملاريا، حيث بيّن كيفية دخول الطفيلي لجسم الكائن الحي، وقد وضعت دراساته أساساً لبحوث ناجحة حول هذا المرض وطرق مكافحته" |
| 1903  |             | نيلس فينسن               | الدنمارك                           | "حول مساهمته في علاج الأمراض، وخاصة الذئبة الشائعة، باستخدام إشعاع الضوء المركز، حيث أنه قد فتح طريقاً جديداً للعلوم الطبية " |
| 1904  |             | إيفان بافلوف             | روسيا                              | "تقديراً لجهوده في العمل على فيزيولوجيا الهضم من خلال معرفة الجوانب الحيوية لهذا الموضوع حيث أنه تم تحويلها وتوسيعها" |
| 1905  |             | روبرت كوخ                | ألمانيا                            | "لتحقيقاته واكتشافاته في ما يتعلق بجرثومة الدرن المسببة لمرض السل، وسميت فيما بعد بعصيات كوخ " |
| 1906  |             | كاميلو غولجي             | إيطاليا                            | "تقديراً لعملهما حول هيكل الجهاز العصبي" |
| 1906  |             | سانتياغو رامون إي كاخال  | إسبانيا                            | "تقديراً لعملهما حول هيكل الجهاز العصبي" |
| 1907  |             | شارل لافران              | فرنسا                              | "تقديراً لجهوده في العمل على الدور الذي تقوم به البروتوزوا في التسبب في أمراض " |
| 1908  |             | إيليا متشنيكوف           | روسيا                              | "تقديراً لعملهما في مجال الحصانة" |
| 1908  |             | بول إرليخ                | ألمانيا                            | "تقديراً لعملهما في مجال الحصانة" |
| 1909  |             | تيودور كوخر              | سويسرا                             | "عن عمله في علم وظائف الأعضاء، وعلم الأمراض وجراحة الغدة الدرقية " |
| 1910  |             | ألبرشت كوسل              | ألمانيا                            | "تقديراً لمساهماته التي أثرت معرفتنا عن كيمياء الخلية من خلال عمله في البروتينات، بما في ذلك المواد النووية" |
| 1911  |             | ألفار غولستراند          | السويد                             | "تقديراً لعمله على انكسار الضوء على العين" |
| 1912  |             | ألكسي كاريل              | فرنسا                              | "نظير عمله على خياطة جراحية وزرع الأعضاء والأوعية الدموية" |
| 1913  |             | شارل ريشه                | فرنسا                              | "نظير عمله على صدمة الحساسية أو (العوار)" |
| 1914  |             | روبرت باراني             | الإمبراطورية النمساوية المجرية     | "عن عمله في علم وظائف الأعضاء والتشريح المرضي للجهاز الدهليزي" |
| 1915  | حجبت        | حجبت                     | حجبت                               | حجبت |
| 1916  | حجبت        | حجبت                     | حجبت                               | حجبت |
| 1917  | حجبت        | حجبت                     | حجبت                               | حجبت |
| 1918  | حجبت        | حجبت                     | حجبت                               | حجبت |
| 1919  |             | جول بورديه               | بلجيكا                             | "لاكتشافاته المتعلقة بالحصانة" |
| 1920  |             | أوغست كروغ               | الدنمارك                           | "لاكتشافه آلية التنظيم الحركي للشعيرات الدموية" |
| 1921  | حجبت        | حجبت                     | حجبت                               | حجبت |
| 1922  |             | أرشيبالد هل              | المملكة المتحدة                    | "لاكتشافه المتعلق بإنتاج الحرارة في العضلات" |
| 1922  |             | أوتو مايرهوف             | ألمانيا                            | "لاكتشافه حول العلاقة الثابتة بين استهلاك الأكسجين والاستقلاب وحامض اللبنيك في العضلات" |
| 1923  |             | فردريك بانتنغ            | كندا                               | "لاكتشافه الأنسولين" |
| 1923  |             | جون مكليود               | كندا                               | "لاكتشافه الأنسولين" |
| 1924  |             | فيلم أينتهوفن            | هولندا                             | "لاكتشاف آلية التخطيط الكهربائي للقلب" |
| 1925  | حجبت        | حجبت                     | حجبت                               | حجبت |
| 1926  |             | يوهانس فيبيغر            | الدنمارك                           | "لاكتشافه ماهية سرطان سبيروبتيرا كارسينوما" |
| 1927  |             | يوليوس فاغنر فون يورغ    | النمسا                             | "لاكتشافه القيمة العلاجية لتلقيح الملاريا في علاج خرف شللي" |
| 1928  |             | شارل نيكول               | فرنسا                              | "عن عمله في ما يتعلق بالتيفوس" |
| 1929  |             | كريستيان أيكمان          | هولندا                             | "لاكتشافه فيتامين أنتينيوريتيك" |
| 1929  |             | سير فريدريك هوبكنس       | المملكة المتحدة                    | "لاكتشافه فيتامينات محفزة للنمو" |
| 1930  |             | كارل لاندشتاينر          | النمسا                             | "لاكتشافه فصائل الدم في الإنسان" |
| 1931  |             | أوتو فاربورغ             | ألمانيا                            | "لاكتشافه طبيعة وطريقة عمل الانزيم في الجهاز التنفسي" |
| 1932  |             | تشارلس شرينغتون          | المملكة المتحدة                    | "لاكتشافاتهما المتعلقة بوظائف الأعصاب" |
| 1932  |             | إدغار أدريان             | المملكة المتحدة                    | "لاكتشافاتهما المتعلقة بوظائف الأعصاب" |
| 1933  |             | توماس مورغان             | الولايات المتحدة                   | "لاكتشافاته المتعلقة بالدور الذي تضطلع به الكروموسومات في الوراثة" |
| 1934  |             | جورج ويبل                | الولايات المتحدة                   | "لاكتشافاتهم المتعلقة بعلاجات الكبد في حالات فقر الدم" |
| 1934  |             | جورج مينوت               | الولايات المتحدة                   | "لاكتشافاتهم المتعلقة بعلاجات الكبد في حالات فقر الدم" |
| 1934  |             | وليم مورفي               | الولايات المتحدة                   | "لاكتشافاتهم المتعلقة بعلاجات الكبد في حالات فقر الدم" |
| 1935  |             | هانس سبيمان              | ألمانيا النازية                    | "لاكتشافه التأثير المنظم في التطور الجنيني" |
| 1936  |             | هنري ديل                 | المملكة المتحدة                    | "لاكتشافاتهما المتعلقة بانتقال النبضات العصبية الكيميائية" |
| 1936  |             | أوتو لوفي                | النمسا                             | "لاكتشافاتهما المتعلقة بانتقال النبضات العصبية الكيميائية" |
| 1937  |             | ألبرت ناجيرابولت         | المجر                              | "لاكتشافاته فيما يتعلق بخصوص عمليات الاحتراق البيولوجية، مع إشارة خاصة إلى فيتامين ج وتحفيز حمض الفيوماريك" |
| 1938  |             | كورناي هايمانس           | بلجيكا                             | "من أجل اكتشاف الدور الذي تضطلع به تجويف وآليات الأبهري في تنظيم التنفس" |
| 1939  |             | غرهارت دوماك             | ألمانيا النازية                    | "لاكتشاف الآثار المضادة للبكتيريا لعقار برونتوزيل" |
| 1940  | حجبت        | حجبت                     | حجبت                               | حجبت |
| 1941  | حجبت        | حجبت                     | حجبت                               | حجبت |
| 1942  | حجبت        | حجبت                     | حجبت                               | حجبت |
| 1943  |             | هنريك دام                | الدنمارك                           | "لاكتشافه فيتامين ك" |
| 1943  |             | أدوارد دويزي             | الولايات المتحدة                   | "لاكتشافه طبيعة المادة الكيميائية لعقار فيتامين ك" |
| 1944  |             | جوزف إيرلنغر             | الولايات المتحدة                   | "لاكتشافاتهما المتعلقة بالوظائف المختلفة لواحدة من الليفة العصبية" |
| 1944  |             | هربرت سبنسر غاسر         | الولايات المتحدة                   | "لاكتشافاتهما المتعلقة بالوظائف المختلفة لواحدة من الليفة العصبية" |
| 1945  |             | ألكسندر فليمنغ           | المملكة المتحدة                    | "لاكتشافهم اول المضادات الحيوية البنسلين وآثاره العلاجية في مختلف الأمراض المعدية" |
| 1945  |             | إرنست تشين               | المملكة المتحدة                    | "لاكتشافهم اول المضادات الحيوية البنسلين وآثاره العلاجية في مختلف الأمراض المعدية" |
| 1945  |             | هوارد فلوري              | أستراليا                           | "لاكتشافهم اول المضادات الحيوية البنسلين وآثاره العلاجية في مختلف الأمراض المعدية" |
| 1946  |             | هرمان مولر               | الولايات المتحدة                   | "لاكتشاف وإنتاج طفرة بواسطة تشعيع الأشعة السينية" |
| 1947  |             | كارل كوري                | الولايات المتحدة                   | "لاكتشافهما تسلسل التحول المحفز للجليكوجين" |
| 1947  |             | جرتي كوري                | الولايات المتحدة                   | "لاكتشافهما تسلسل التحول المحفز للجليكوجين" |
| 1947  |             | برناردو هوساي            | الأرجنتين                          | "لاكتشافه الدور الذي يلعبه هرمون الفص الامامي للغدة النخامية في استقلاب سكر" |
| 1948  |             | بول مولر                 | سويسرا                             | "لاكتشافه الفعالية العالية لل مبيد حشري د.د.ت ضد عديد من المفصليات" |
| 1949  |             | ولتر هس                  | سويسرا                             | "لاكتشافه التنظيم الوظيفى الذي يختص به دماغ متوسط كمسيطر ومهيمن على أنشطة الأعضاء الداخلية" |
| 1949  |             | أنطونيو إيغاس مونيز      | البرتغال                           | "لاكتشافه القيمة العلاجية من ليوكوتومي (عملية جراحية دقيقة) في بعض الأمراض الذهنية" |
| 1950  |             | فيليب هنش                | الولايات المتحدة                   | "لاكتشافاتهم المتعلقة بهرمون القشرة الكظرية وتركيبه والآثار البيولوجية له" |
| 1950  |             | إدوارد كندال             | الولايات المتحدة                   | "لاكتشافاتهم المتعلقة بهرمون القشرة الكظرية وتركيبه والآثار البيولوجية له" |
| 1950  |             | تيدوس رايخشتاين          | بولندا\ سويسرا                     | "لاكتشافاتهم المتعلقة بهرمون القشرة الكظرية وتركيبه والآثار البيولوجية له" |
| 1951  |             | ماكس تيلر                | جنوب إفريقيا                       | "لاكتشافاته المتعلقة بالحمى الصفراء وكيفية مكافحتها" |
| 1952  |             | سلمان واكسمان            | الولايات المتحدة                   | "لاكتشافه ستربتوميسين، أول المضادات الحيوية الفعالة ضد ميكروب الدرن" |
| 1953  |             | هانس كريبس               | المملكة المتحدة                    | "لاكتشافه من دورة حمض الستريك أو دورة كريبس" |
| 1953  |             | فريتس ليبمان             | الولايات المتحدة                   | "لاكتشافه المشارك الإنزيمي A وأهميته كوسيط لعملية الأيض" |
| 1954  |             | جون إندرز                | الولايات المتحدة                   | "لاكتشافهما قدرة فيروس شلل الأطفال على أن ينمو في مزارع من مختلف أنواع الأنسجة" |
| 1954  |             | فردريك روبنز             | الولايات المتحدة                   | "لاكتشافهما قدرة فيروس شلل الأطفال على أن ينمو في مزارع من مختلف أنواع الأنسجة" |
| 1954  |             | توماس ولر                | الولايات المتحدة                   | "لاكتشافهما قدرة فيروس شلل الأطفال على أن ينمو في مزارع من مختلف أنواع الأنسجة" |
| 1955  |             | هوغو تيورل               | السويد                             | "لاكتشافاته المتعلقة بطبيعة وطريقة عمل إنزيمات الأكسدة" |
| 1956  |             | أندريه كورنان            | الولايات المتحدة                   | "لاكتشافاتهم المتعلقة بخصوص قسطرة القلب والتغيرات المرضية في الدورة الدموية" |
| 1956  |             | فرنر فورسمان             | ألمانيا الغربية                    | "لاكتشافاتهم المتعلقة بخصوص قسطرة القلب والتغيرات المرضية في الدورة الدموية" |
| 1956  |             | ديكنسون ريتشاردس         | الولايات المتحدة                   | "لاكتشافاتهم المتعلقة بخصوص قسطرة القلب والتغيرات المرضية في الدورة الدموية" |
| 1957  |             | دانيال بوفه              | إيطاليا                            | "لاكتشافاته المتعلقة بالمركبات الاصطناعية التي تعوق عمل بعض المواد في الجسم، وبصفة خاصة التى تعمل على الأوعية الدموية والعضلات والهيكل العظمي"                                                                                                  |
| 1958  |             | جورج بيدل                | الولايات المتحدة                   | "لاكتشافهما أن الجينات تعمل من خلال تنظيم أحداث كيميائية محددة" |
| 1958  |             | إدوارد تاتوم             | الولايات المتحدة                   | "لاكتشافهما أن الجينات تعمل من خلال تنظيم أحداث كيميائية محددة" |
| 1958  |             | جوشوا ليدربرغ            | الولايات المتحدة                   | "لاكتشافاته المتعلقة بالتعديل الوراثي وتنظيم المواد الجينية والبكتيريا" |
| 1959  |             | أرتور كورنبرغ            | الولايات المتحدة                   | "لاكتشافهما آليات التوليف البيولوجي للحمض النووي الريبي والحمض الخلوي الصبغي" |
| 1959  |             | سيفيرو أوتشوا            | الولايات المتحدة                   | "لاكتشافهما آليات التوليف البيولوجي للحمض النووي الريبي والحمض الخلوي الصبغي" |
| 1960  |             | سير فرانك بورنت          | أستراليا                           | "لاكتشاف القدرة المناعية المكتسبة" |
| 1960  |             | بيتر مدور                | المملكة المتحدة                    | "لاكتشاف القدرة المناعية المكتسبة" |
| 1961  |             | جورج فون بيكيسي          | الولايات المتحدة                   | "لاكتشافاته الآلية الطبيعية للتنشيط داخل جهاز القوقعة" |
| 1962  |             | فرنسيس كريك              | المملكة المتحدة                    | "لاكتشافاتهم المتعلقة بالتركيب الجزيئي للحمض النووى وأهميته كناقل للمعلومات في المادة الحية" |
| 1962  |             | جيمس واطسون              | الولايات المتحدة                   | "لاكتشافاتهم المتعلقة بالتركيب الجزيئي للحمض النووى وأهميته كناقل للمعلومات في المادة الحية" |
| 1962  |             | موريس ويلكنز             | نيوزيلندا · المملكة المتحدة        | "لاكتشافاتهم المتعلقة بالتركيب الجزيئي للحمض النووى وأهميته كناقل للمعلومات في المادة الحية" |
| 1963  |             | سير جون إيكلس            | أستراليا                           | "لاكتشافاتهم المتعلقة بالآليات الأيونية المتعلقة بالإثارة والتثبيط للأجزاء الطرفية والمركزية للغشاء الخلوي للأعصاب" |
| 1963  |             | آلن لويد هودجكين         | المملكة المتحدة                    | "لاكتشافاتهم المتعلقة بالآليات الأيونية المتعلقة بالإثارة والتثبيط للأجزاء الطرفية والمركزية للغشاء الخلوي للأعصاب" |
| 1963  |             | أندرو هكسلي              | المملكة المتحدة                    | "لاكتشافاتهم المتعلقة بالآليات الأيونية المتعلقة بالإثارة والتثبيط للأجزاء الطرفية والمركزية للغشاء الخلوي للأعصاب" |
| 1964  |             | كونراد بلوخ              | الولايات المتحدة                   | "لاكتشافاتهما المتعلقة بآلية وتنظيم الاستقلاب في الكوليسترول والأحماض الدهنية" |
| 1964  |             | فيودور لينن              | ألمانيا الغربية                    | "لاكتشافاتهما المتعلقة بآلية وتنظيم الاستقلاب في الكوليسترول والأحماض الدهنية" |
| 1965  |             | فرنسوا جاكوب             | فرنسا                              | "لاكتشافاتهم المتعلقة بالتحكم الوراثي للإنزيمات وتوليف الفيروسات" |
| 1965  |             | أندريه لووف              | فرنسا                              | "لاكتشافاتهم المتعلقة بالتحكم الوراثي للإنزيمات وتوليف الفيروسات" |
| 1965  |             | جاك مونو                 | فرنسا                              | "لاكتشافاتهم المتعلقة بالتحكم الوراثي للإنزيمات وتوليف الفيروسات" |
| 1966  |             | بيتون روس                | الولايات المتحدة                   | "لاكتشاف فيروسات المسببة للأورام" |
| 1966  |             | تشارلس هوغنس             | الولايات المتحدة                   | "لاكتشافاته المتعلقة للعلاج الهرموني بخصوص سرطان البروستاتا" |
| 1967  |             | رانيار غرانيت            | السويد                             | "لاكتشافاتهم المتعلقة بالعمليات الأولية الفيزيولوجية والكيميائية البصرية التى تجرى في للعين" |
| 1967  |             | هالدان هارتلاين          | الولايات المتحدة                   | "لاكتشافاتهم المتعلقة بالعمليات الأولية الفيزيولوجية والكيميائية البصرية التى تجرى في للعين" |
| 1967  |             | جورج والد                | الولايات المتحدة                   | "لاكتشافاتهم المتعلقة بالعمليات الأولية الفيزيولوجية والكيميائية البصرية التى تجرى في للعين" |
| 1968  |             | روبرت هولي               | الولايات المتحدة                   | "لتفسيراتهم فيما يختص الشفرة الجينية، ووظيفتها في تخليق البروتين" |
| 1968  |             | هار غوبند خورانا         | الهند/ الولايات المتحدة            | "لتفسيراتهم فيما يختص الشفرة الجينية، ووظيفتها في تخليق البروتين" |
| 1968  |             | مارشال نيرنبرغ           | الولايات المتحدة                   | "لتفسيراتهم فيما يختص الشفرة الجينية، ووظيفتها في تخليق البروتين" |
| 1969  |             | ماكس دلبروك              | الولايات المتحدة                   | "لاكتشافاتهم المتعلقة بآلية النسخ، والتركيبة الجينية الوراثية للفيروس" |
| 1969  |             | ألفرد هرشي               | الولايات المتحدة                   | "لاكتشافاتهم المتعلقة بآلية النسخ، والتركيبة الجينية الوراثية للفيروس" |
| 1969  |             | سالفادور لوريا           | الولايات المتحدة                   | "لاكتشافاتهم المتعلقة بآلية النسخ، والتركيبة الجينية الوراثية للفيروس" |
| 1970  |             | يوليوس أكسلرود           | الولايات المتحدة                   | "لدى اكتشافهم التوصيل العصبي في نهايات الأعصاب والآلية اللازمة للتخزين، والتعطيل" |
| 1970  |             | أولف فون أولر            | السويد                             | "لدى اكتشافهم التوصيل العصبي في نهايات الأعصاب والآلية اللازمة للتخزين، والتعطيل" |
| 1970  |             | سير برنارد كاتس          | المملكة المتحدة                    | "لدى اكتشافهم التوصيل العصبي في نهايات الأعصاب والآلية اللازمة للتخزين، والتعطيل" |
| 1971  |             | إيرل سوثرلند             | الولايات المتحدة                   | "لاكتشافه الآلية المتعلقة بمفعول الهورمونات" |
| 1972  |             | جيرالد إيدلمان           | الولايات المتحدة                   | "لاكتشافاتهما المتعلقة بالتركيب الكيميائي للأجسام المضادة" |
| 1972  |             | رودني بورتر              | المملكة المتحدة                    | "لاكتشافاتهما المتعلقة بالتركيب الكيميائي للأجسام المضادة" |
| 1973  |             | كارل فون فريش            | النمسا                             | "لاكتشافاتهم المتعلقة بالتنظيم والاستثارة حول أنماط السلوك الاجتماعي الفردية" |
| 1973  |             | كونراد لورنتس            | النمسا                             | "لاكتشافاتهم المتعلقة بالتنظيم والاستثارة حول أنماط السلوك الاجتماعي الفردية" |
| 1973  |             | نيكولاس تينبرغن          | المملكة المتحدة                    | "لاكتشافاتهم المتعلقة بالتنظيم والاستثارة حول أنماط السلوك الاجتماعي الفردية" |
| 1974  |             | ألبير كلود               | بلجيكا                             | "لاكتشافاتهم المتعلقة بالتنظيم الهيكلي والوظيفي للخلية" |
| 1974  |             | كريستيان دو دوف          | بلجيكا                             | "لاكتشافاتهم المتعلقة بالتنظيم الهيكلي والوظيفي للخلية" |
| 1974  |             | جورج بالاد               | الولايات المتحدة                   | "لاكتشافاتهم المتعلقة بالتنظيم الهيكلي والوظيفي للخلية" |
| 1975  |             | دافيد بلتيمور            | الولايات المتحدة                   | "لاكتشافاتهم المتعلقة بالتفاعل بين فيروس الورم والمادة الوراثية للخلية" |
| 1975  |             | ريناتو دولبيكو           | الولايات المتحدة                   | "لاكتشافاتهم المتعلقة بالتفاعل بين فيروس الورم والمادة الوراثية للخلية" |
| 1975  |             | هوارد تيمن               | الولايات المتحدة                   | "لاكتشافاتهم المتعلقة بالتفاعل بين فيروس الورم والمادة الوراثية للخلية" |
| 1976  |             | باروخ بلومبرغ            | الولايات المتحدة                   | "لاكتشافاتهما المتعلقة بآليات جديدة لنشأة ونشر الأمراض المعدية" |
| 1976  |             | كارلتون غايدوسك          | الولايات المتحدة                   | "لاكتشافاتهما المتعلقة بآليات جديدة لنشأة ونشر الأمراض المعدية" |
| 1977  |             | روجه غيومين              | الولايات المتحدة                   | "لاكتشافاتهما المتعلقة بإنتاج هرمون الببتيد في الدماغ" |
| 1977  |             | أندرو شالي               | الولايات المتحدة                   | "لاكتشافاتهما المتعلقة بإنتاج هرمون الببتيد في الدماغ" |
| 1977  |             | روزالين يالو             | الولايات المتحدة                   | "لتطوير التقصي الإشعاعي المناعي الخاص بهرمون الببتيد" |
| 1978  |             | فرنر أربر                | سويسرا                             | "لاكتشاف إنزيمات الاقتطاع وتطبيقها على مشاكل علم الوراثة الجزيئي" |
| 1978  |             | دانيال ناثانز            | الولايات المتحدة                   | "لاكتشاف إنزيمات الاقتطاع وتطبيقها على مشاكل علم الوراثة الجزيئي" |
| 1978  |             | هاملتون سميث             | الولايات المتحدة                   | "لاكتشاف إنزيمات الاقتطاع وتطبيقها على مشاكل علم الوراثة الجزيئي" |
| 1979  |             | آلن كورماك               | الولايات المتحدة                   | "من أجل تطوير تصوير مقطعي محوسب" |
| 1979  |             | غودفري هاونسفيلد         | المملكة المتحدة                    | "من أجل تطوير تصوير مقطعي محوسب" |
| 1980  |             | باروخ بن الصراف          | الولايات المتحدة                   | "لاكتشافاتهم المتعلقة بهياكل سطح الخلية المحددة وراثيا المنظمة لردود الفعل اتلمناعية" |
| 1980  |             | جان دوسيه                | فرنسا                              | "لاكتشافاتهم المتعلقة بهياكل سطح الخلية المحددة وراثيا المنظمة لردود الفعل اتلمناعية" |
| 1980  |             | جورج سنيل                | الولايات المتحدة                   | "لاكتشافاتهم المتعلقة بهياكل سطح الخلية المحددة وراثيا المنظمة لردود الفعل اتلمناعية" |
| 1981  |             | روجر سبيري               | الولايات المتحدة                   | "لاكتشافاته المتعلقة بالتخصص الوظيفي لنصف الكرة المخية" |
| 1981  |             | ديفيد هوبل               | الولايات المتحدة                   | "لاكتشافاتهما المتعلقة بتجهيز المعلومات في النظم البصرية" |
| 1981  |             | تورستن فيزل              | السويد                             | "لاكتشافاتهما المتعلقة بتجهيز المعلومات في النظم البصرية" |
| 1982  |             | سوني برغستروم            | السويد                             | "لاكتشافاتهم المتعلقة بالبروستاغلاندين وما يتصل بها من المواد النشطة بيولوجيا" |
| 1982  |             | بنغت صمويلسون            | السويد                             | "لاكتشافاتهم المتعلقة بالبروستاغلاندين وما يتصل بها من المواد النشطة بيولوجيا" |
| 1982  |             | جون روبرت فين            | المملكة المتحدة                    | "لاكتشافاتهم المتعلقة بالبروستاغلاندين وما يتصل بها من المواد النشطة بيولوجيا" |
| 1983  |             | بربارة مكلنتوك           | الولايات المتحدة                   | "لاكتشافها من العناصر الجينية المحمولة" |
| 1984  |             | نيلس يرني                | الدنمارك                           | "للنظريات حول نوعية مجال التنمية والسيطرة على نظام المناعة وهذا الاكتشاف من حيث المبدأ لإنتاج الأجسام المضادة أحادية الزرع" |
| 1984  |             | جورج كوهلر               | ألمانيا الغربية                    | "للنظريات حول نوعية مجال التنمية والسيطرة على نظام المناعة وهذا الاكتشاف من حيث المبدأ لإنتاج الأجسام المضادة أحادية الزرع" |
| 1984  |             | سيزار ميلشتاين           | الأرجنتين · المملكة المتحدة        | "للنظريات حول نوعية مجال التنمية والسيطرة على نظام المناعة وهذا الاكتشاف من حيث المبدأ لإنتاج الأجسام المضادة أحادية الزرع" |
| 1985  |             | مايكل ستيوارت براون      | الولايات المتحدة                   | "لاكتشافاتهما المتعلقة بتنظيم الاستقلاب في الكوليسترول" |
| 1985  |             | جوزف غولدشتاين           | الولايات المتحدة                   | "لاكتشافاتهما المتعلقة بتنظيم الاستقلاب في الكوليسترول" |
| 1986  |             | ستانلي كوهين             | الولايات المتحدة                   | "لاكتشافهما لعوامل نمو" |
| 1986  |             | ريتا ليفي مونتالشيني     | إيطاليا · الولايات المتحدة         | "لاكتشافهما لعوامل نمو" |
| 1987  |             | تونيغاوا سوسومو          | اليابان                            | "لاكتشافه لمبدأ القاعدة الوراثية لإنتاج التنوع في الأجسام المضادة" |
| 1988  |             | سير جيمس بلاك            | المملكة المتحدة                    | "لاكتشافهم مبادئ هامة في العلاج من تعاطي المخدرات" |
| 1988  |             | جرترود إليون             | الولايات المتحدة                   | "لاكتشافهم مبادئ هامة في العلاج من تعاطي المخدرات" |
| 1988  |             | جورج هتشنغز              | الولايات المتحدة                   | "لاكتشافهم مبادئ هامة في العلاج من تعاطي المخدرات" |
| 1989  |             | مايكل بيشوب              | الولايات المتحدة                   | "لاكتشافهما أصل الخلية وفيروسات الأونكوجين" |
| 1989  |             | هارولد فرموس             | الولايات المتحدة                   | "لاكتشافهما أصل الخلية وفيروسات الأونكوجين" |
| 1990  |             | جوزف موراي               | الولايات المتحدة                   | "لاكتشافاتهما المتعلقة بزرع الخلايا والأعضاء في علاج الأمراض التي تصيب البشر" |
| 1990  |             | أ. دونال توماس           | الولايات المتحدة                   | "لاكتشافاتهما المتعلقة بزرع الخلايا والأعضاء في علاج الأمراض التي تصيب البشر" |
| 1991  |             | إرفين نيهر               | ألمانيا                            | "لاكتشافاتهما المتعلقة بوظيفة قناة أيونية واحدة في الخلايا" |
| 1991  |             | برت ساكمان               | ألمانيا                            | "لاكتشافاتهما المتعلقة بوظيفة قناة أيونية واحدة في الخلايا" |
| 1992  |             | إدموند فيشر              | سويسرا · الولايات المتحدة          | "لاكتشافاتهما المتعلقة بالبروتين العكسي والفسفرة كآلية تنظيمية بيولوجية" |
| 1992  |             | إدوين كريبس              | الولايات المتحدة                   | "لاكتشافاتهما المتعلقة بالبروتين العكسي والفسفرة كآلية تنظيمية بيولوجية" |
| 1993  |             | ريتشارد روبرتس           | المملكة المتحدة                    | "لاكتشافاتهما المتعلقة بالجينات المنقسمة" |
| 1993  |             | فيليب شارب               | الولايات المتحدة                   | "لاكتشافاتهما المتعلقة بالجينات المنقسمة" |
| 1994  |             | ألفريد جيلمان            | الولايات المتحدة                   | "لاكتشافهما بروتين ج ودوره في توصيل الإشارة في الخلايا" |
| 1994  |             | مارتن رودبل              | الولايات المتحدة                   | "لاكتشافهما بروتين ج ودوره في توصيل الإشارة في الخلايا" |
| 1995  |             | إدوارد لويس              | الولايات المتحدة                   | "لاكتشافاتهم المتعلقة بالتحكم الوراثي للتطور الجنيني المبكر" |
| 1995  |             | كرستيانه نوسلاين فولهارد | ألمانيا الغربية                    | "لاكتشافاتهم المتعلقة بالتحكم الوراثي للتطور الجنيني المبكر" |
| 1995  |             | إريك فيشاوس              | الولايات المتحدة                   | "لاكتشافاتهم المتعلقة بالتحكم الوراثي للتطور الجنيني المبكر" |
| 1996  |             | بيتر دوهرتي              | أستراليا                           | "لاكتشافاتهما المتعلقة بخصوصية خلية توسطت الدفاع المناعي" |
| 1996  |             | رولف تسينكرناغل          | سويسرا                             | "لاكتشافاتهما المتعلقة بخصوصية خلية توسطت الدفاع المناعي" |
| 1997  |             | ستانلي بروسينر           | الولايات المتحدة                   | "لاكتشافه بريون وهو مبدأ بيولوجي جديد يختص بحالات العدوى" |
| 1998  |             | روبرت فورشغوت            | الولايات المتحدة                   | "لاكتشافاتهم المتعلقة بأكسيد النيتريك كجزيء إشارة في نظام القلب والأوعية الدموية" |
| 1998  |             | لويس إغنارو              | الولايات المتحدة                   | "لاكتشافاتهم المتعلقة بأكسيد النيتريك كجزيء إشارة في نظام القلب والأوعية الدموية" |
| 1998  |             | فريد مراد                | الولايات المتحدة                   | "لاكتشافاتهم المتعلقة بأكسيد النيتريك كجزيء إشارة في نظام القلب والأوعية الدموية" |
| 1999  |             | غونتر بلوبل              | الولايات المتحدة                   | "لاكتشاف أن البروتينات تمتلك إشارات داخلية تتحكم بوسائل النقل والتموضع في الخلية" |
| 2000  |             | أرفيد كارلسون            | السويد                             | "لاكتشافاتهم المتعلقة بنقل الإشارة في الجهاز العصبي" |
| 2000  |             | بول غرينغارد             | الولايات المتحدة                   | "لاكتشافاتهم المتعلقة بنقل الإشارة في الجهاز العصبي" |
| 2000  |             | إريك كاندل               | الولايات المتحدة                   | "لاكتشافاتهم المتعلقة بنقل الإشارة في الجهاز العصبي" |
| 2001  |             | ليلاند هارتوال           | الولايات المتحدة                   | "لاكتشافاتهم المنظمين الرئيسيين لدورة الخلية" |
| 2001  |             | تيم هانت                 | المملكة المتحدة                    | "لاكتشافاتهم المنظمين الرئيسيين لدورة الخلية" |
| 2001  |             | سيربول نرس               | المملكة المتحدة                    | "لاكتشافاتهم المنظمين الرئيسيين لدورة الخلية" |
| 2002  |             | سيدني برانر              | المملكة المتحدة                    | "لاكتشافاتهم المتعلقة بالتنظيم الجيني لنمو الاعضاء وموت الخلية المبرمج" |
| 2002  |             | روبرت هورفيتز            | الولايات المتحدة                   | "لاكتشافاتهم المتعلقة بالتنظيم الجيني لنمو الاعضاء وموت الخلية المبرمج" |
| 2002  |             | جون سالستون              | المملكة المتحدة                    | "لاكتشافاتهم المتعلقة بالتنظيم الجيني لنمو الاعضاء وموت الخلية المبرمج" |
| 2003  |             | بول لاوتربر              | الولايات المتحدة                   | "لاكتشافاتهما المتعلقة بالتصوير بالرنين المغناطيسي" |
| 2003  |             | سير بيتر مانسفيلد        | المملكة المتحدة                    | "لاكتشافاتهما المتعلقة بالتصوير بالرنين المغناطيسي" |
| 2004  |             | ريتشارد أكسل             | الولايات المتحدة                   | "لاكتشافاتهما المتعلقة بمستقبلات الرائحة وتنظيم نظام الشم" |
| 2004  |             | ليندا باك                | الولايات المتحدة                   | "لاكتشافاتهما المتعلقة بمستقبلات الرائحة وتنظيم نظام الشم" |
| 2005  |             | باري مارشال              | أستراليا                           | "لاكتشاف البكتيريا هيليكوباكتر بيلوري ودورها في أمراض المعدة ومرض القرحة الهضمية" |
| 2005  |             | روبن وارن                | أستراليا                           | "لاكتشاف البكتيريا هيليكوباكتر بيلوري ودورها في أمراض المعدة ومرض القرحة الهضمية" |
| 2006  |             | أندرو فاير               | الولايات المتحدة                   | "لاكتشافهما تداخل الرنا -الإسكات الجيني بواسطة رنا- مزدوج الشريط" |
| 2006  |             | كريغ ميلو                | الولايات المتحدة                   | "لاكتشافهما تداخل الرنا -الإسكات الجيني بواسطة رنا- مزدوج الشريط" |
| 2007  |             | ماريو كابيكي             | الولايات المتحدة                   | "لاكتشافاتهم المتعلقة بمبادئ إدخال تعديلات جينية معينة لدى الفئران عن طريق استخدام الخلايا الجذعية الجنينية" |
| 2007  |             | سير مارتن إيفانز         | المملكة المتحدة                    | "لاكتشافاتهم المتعلقة بمبادئ إدخال تعديلات جينية معينة لدى الفئران عن طريق استخدام الخلايا الجذعية الجنينية" |
| 2007  |             | أوليفر سميثيز            | الولايات المتحدة                   | "لاكتشافاتهم المتعلقة بمبادئ إدخال تعديلات جينية معينة لدى الفئران عن طريق استخدام الخلايا الجذعية الجنينية" |
| 2008  |             | هارالد تسور هاوزن        | ألمانيا                            | "لاكتشافه فيروسات الورم الحليمي البشري الذي يسبب سرطان عنق الرحم" |
| 2008  |             | فرانسواز باري سينوسي     | فرنسا                              | "لاكتشافهما فيروس نقص المناعة البشرية" |
| 2008  |             | لوك مونتانييه            | فرنسا                              | "لاكتشافهما فيروس نقص المناعة البشرية" |
| 2009  |             | إليزابيث بلاكبيرن        | الولايات المتحدة · أستراليا        | "لاكتشاف كيفية حماية الكروموسوم بواسطة تيلومير وإنزيم تيلوميراز" |
| 2009  |             | كارول غريدر              | الولايات المتحدة                   | "لاكتشاف كيفية حماية الكروموسوم بواسطة تيلومير وإنزيم تيلوميراز" |
| 2009  |             | جاك زوستاك               | الولايات المتحدة · المملكة المتحدة | "لاكتشاف كيفية حماية الكروموسوم بواسطة تيلومير وإنزيم تيلوميراز" |
| 2010  |             | روبرت إدواردز            | المملكة المتحدة                    | "لتطويره الإخصاب في الأنابيب" |
| 2011  |             | بروس بوتلر               | الولايات المتحدة                   | "عن اكتشافاتهما حول تنشيط المناعة الطبيعية" |
| 2011  |             | جول هوفمان               | فرنسا                              | "عن اكتشافاتهما حول تنشيط المناعة الطبيعية" |
| 2011  |             | رالف ستاينمان            | كندا · الولايات المتحدة            | "عن دراساته حول الخلية الجذعية ودورها في المناعة التكيفية" (منحت له بعد وفاته) |
| 2012  |             | سير جون غوردون           | المملكة المتحدة                    | "لاكتشاف الخلايا الناضجة التي يمكن ترجمتها لتصبح خلايا محفزة" |
| 2012  |             | شينيا ياماناكا           | اليابان                            | "لاكتشاف الخلايا الناضجة التي يمكن ترجمتها لتصبح خلايا محفزة" |
| 2013  |             | جيمس روثمان              | الولايات المتحدة                   | "لاكتشافاتهم الآلية التي تنظم مرور الحويصلة، وهو نظام نقل رئيسي في خلايانا" |
| 2013  |             | راندي شيكمان             | الولايات المتحدة                   | "لاكتشافاتهم الآلية التي تنظم مرور الحويصلة، وهو نظام نقل رئيسي في خلايانا" |
| 2013  |             | توماس سودهوف             | ألمانيا/ الولايات المتحدة          | "لاكتشافاتهم الآلية التي تنظم مرور الحويصلة، وهو نظام نقل رئيسي في خلايانا" |
| 2014  |             | جون أوكيف                | الولايات المتحدة/ المملكة المتحدة  | "لاكتشافهم الخلايا التي تسمح للمخ بالوقوف في الفضاء" |
| 2014  |             | ماي بريت موزر            | النرويج                            | "لاكتشافهم الخلايا التي تسمح للمخ بالوقوف في الفضاء" |
| 2014  |             | إدوارد موزر              | النرويج                            | "لاكتشافهم الخلايا التي تسمح للمخ بالوقوف في الفضاء" |
| 2015  |             | وليام كامبل              | أيرلندا                            | "لاكتشافاتهم المتعلقة بعلاج جديد للعدوى التي تسببها طفيليات الدودة" |
| 2015  |             | ساتوشي أومورا            | اليابان                            | "لاكتشافاتهم المتعلقة بعلاج جديد للعدوى التي تسببها طفيليات الدودة" |
| 2015  |             | تو يويو                  | الصين                              | "لاكتشافاتها المتعلقة بعلاج جديد للملاريا" |
| 2016  |             | يوشينوري أوسومي          | اليابان                            | "لاكتشافاته آليات الالتهام الذاتي" |
| 2017  |             | جيفري هال                | الولايات المتحدة                   | "لاكتشافهم لآليات جزيئية تتحكم في الساعة البيولوجية للإنسان" |
| 2017  |             | مايكل روسباش             | الولايات المتحدة                   | "لاكتشافهم لآليات جزيئية تتحكم في الساعة البيولوجية للإنسان" |
| 2017  |             | مايكل يونغ               | الولايات المتحدة                   | "لاكتشافهم لآليات جزيئية تتحكم في الساعة البيولوجية للإنسان" |
| 2018  |             | جيمس أليسون              | الولايات المتحدة                   | "لدورهما في اكتشاف علاج للسرطان باستخدام النظام المناعي يسمى «علاج الحاجز المناعي» (بالإنجليزية: Immune Checkpoint Therapy)‏ واستخدم بنجاح في علاج حالات سرطان الجلد المتقدمة بفعالية مهولة ويعتمد على تنشيط الجهاز المناعي لمهاجمة خلايا الورم" |
| 2018  |             | تاسوكو هونجو             | اليابان                            | "لدورهما في اكتشاف علاج للسرطان باستخدام النظام المناعي يسمى «علاج الحاجز المناعي» (بالإنجليزية: Immune Checkpoint Therapy)‏ واستخدم بنجاح في علاج حالات سرطان الجلد المتقدمة بفعالية مهولة ويعتمد على تنشيط الجهاز المناعي لمهاجمة خلايا الورم" |
| 2019  |             | ويليام كايلين            | الولايات المتحدة                   | "لاكتشافاتهم عن كيفية تحسس الخلايا لتوافريّة الأكسجين وتكيفها مع ذلك" |
| 2019  |             | بيتر راتكليف             | المملكة المتحدة                    | "لاكتشافاتهم عن كيفية تحسس الخلايا لتوافريّة الأكسجين وتكيفها مع ذلك" |
| 2019  |             | غريغ سيمينزا             | الولايات المتحدة                   | "لاكتشافاتهم عن كيفية تحسس الخلايا لتوافريّة الأكسجين وتكيفها مع ذلك" |
| 2020  |             | هارفي ألتر               | الولايات المتحدة                   | "لدورهم بكشف فيروس التهاب الكبد الوبائي سي" |
| 2020  |             | تشارلز رايس              | الولايات المتحدة                   | "لدورهم بكشف فيروس التهاب الكبد الوبائي سي" |
| 2020  |             | مايكل هوتون              | المملكة المتحدة                    | "لدورهم بكشف فيروس التهاب الكبد الوبائي سي" |
| 2021  |             | ديفيد جوليوس             | الولايات المتحدة                   | "لاكتشاف مستقبلات درجة الحرارة واللمس" |
| 2021  |             | آرديم باتابوتيان         | الولايات المتحدة · لبنان           | "لاكتشاف مستقبلات درجة الحرارة واللمس" |
| 2022  |             | سفانتي بابو              | السويد                             | "لاكتشافاته المتعلقة بجينومات أشباه البشر المنقرضة والتطور البشري" |
| 2023  |             | كاتالين كاريكو           | الولايات المتحدة · المجر           | "لاكتشافاتهم المتعلقة بتعديلات قاعدة النيوكليوسيد التي مكنت من تطوير لقاحات mRNA فعالة ضد كوفيد-19" |
| 2023  |             | درو وايزمان              | الولايات المتحدة                   | "لاكتشافاتهم المتعلقة بتعديلات قاعدة النيوكليوسيد التي مكنت من تطوير لقاحات mRNA فعالة ضد كوفيد-19" |
| 2024  |             | فيكتور أمبروس            | الولايات المتحدة                   | لاكتشافهما الحمض الريبوزي النووي الميكروي (microRNA)، وهي فئة جديدة من جزيئات الحمض النووي الصغيرة تؤدي دورًا حاسمًا في تنظيم نشاط الجينات. |
| 2024  | غاري روفكون |                          | الولايات المتحدة                   | لاكتشافهما الحمض الريبوزي النووي الميكروي (microRNA)، وهي فئة جديدة من جزيئات الحمض النووي الصغيرة تؤدي دورًا حاسمًا في تنظيم نشاط الجينات. |

## اقرأ أيضًا
- جائزة نوبل في الطب أو علم وظائف الأعضاء